# 富士川橋梁 (東海道本線)
富士川橋梁（ふじかわきょうりょう）は、静岡県富士市松岡と岩淵の間で富士川に架かり、東海旅客鉄道（JR東海）東海道本線富士駅 - 富士川駅間に位置する、下り線全長571.2メートル、上り線全長574.9メートルの2組の鉄道橋である。

## 建設の背景
明治初期に日本政府は、初期の鉄道として東京と京都を結ぶ路線を敷設することを考え、その経路を検討した。その際に、東海道は海路の便があって既に利便性が高いのに対して、内陸の中山道沿いは交通が不便であり、その内陸を開くことが大きな利益であるとして、いったんは中山道に沿って東京と京都を結ぶ鉄道を敷設すると決定した（中山道幹線）。しかし実際に着工すると、中山道沿いは峻険な山岳地帯で工事が困難であり、開通後の輸送力も低いことが明らかになり、1886年（明治19年）になり東海道沿いに建設する方針へと変更になった。
東海道における鉄道敷設にあたっては、急勾配と急曲線を避けてできるだけ直線的な経路を選ぶようにした。鉄橋を架設するに際しては、長くなると工費工期が大きくなるものの、長さを最短とできる地点に架設すると洪水の際に破壊の危険があるとして、あえて他の場所を選んだ例もあった。
富士川橋梁に関しては、当初は田子の浦方面から由比方面へ、富士川の河口付近を渡って最短となる経路が想定されていた。川幅の広い河口部に建設することから、かなり長大な橋梁が想定されており、実際に東海道の脇道である蒲原新道の上流、後の東海道新幹線富士川橋梁よりやや南側で架設するものとして、1886年（明治19年）には実際に基礎工事に着手していた。しかし基盤となる岩盤層に達することができず、1887年（明治20年）5月に工事を放棄して、より上流の岩盤が露出するあたりに架橋するように計画を変更することになった。富士川は東海道随一の急流であるとして警戒され、岩盤層に基礎が到達することに拘ったとされる。
当初の建設予定地点での工事を放棄するより前の1886年（明治19年）11月に、河川管理者である内務省に対して鉄道局が富士川架橋の位置について問い合わせを行っており、川幅がもっとも狭い地点で架設すると、橋台の設置でさらに川幅が狭隘となって危険な状態になるとして、鉄道局検討の地点より川幅の広い下流側に架設することを推奨された。このやりとりがあるため、実際に工事を放棄して橋の位置の変更を決定する前の時点で、鉄道局は既に位置変更の検討を始めていたものとみられる。この勧告に従い、位置変更を検討していた地点よりも左岸側で約100メートル、右岸側で約200メートル下流に場所を移して、富士川橋梁に再着工することになった。

## 当初の建設

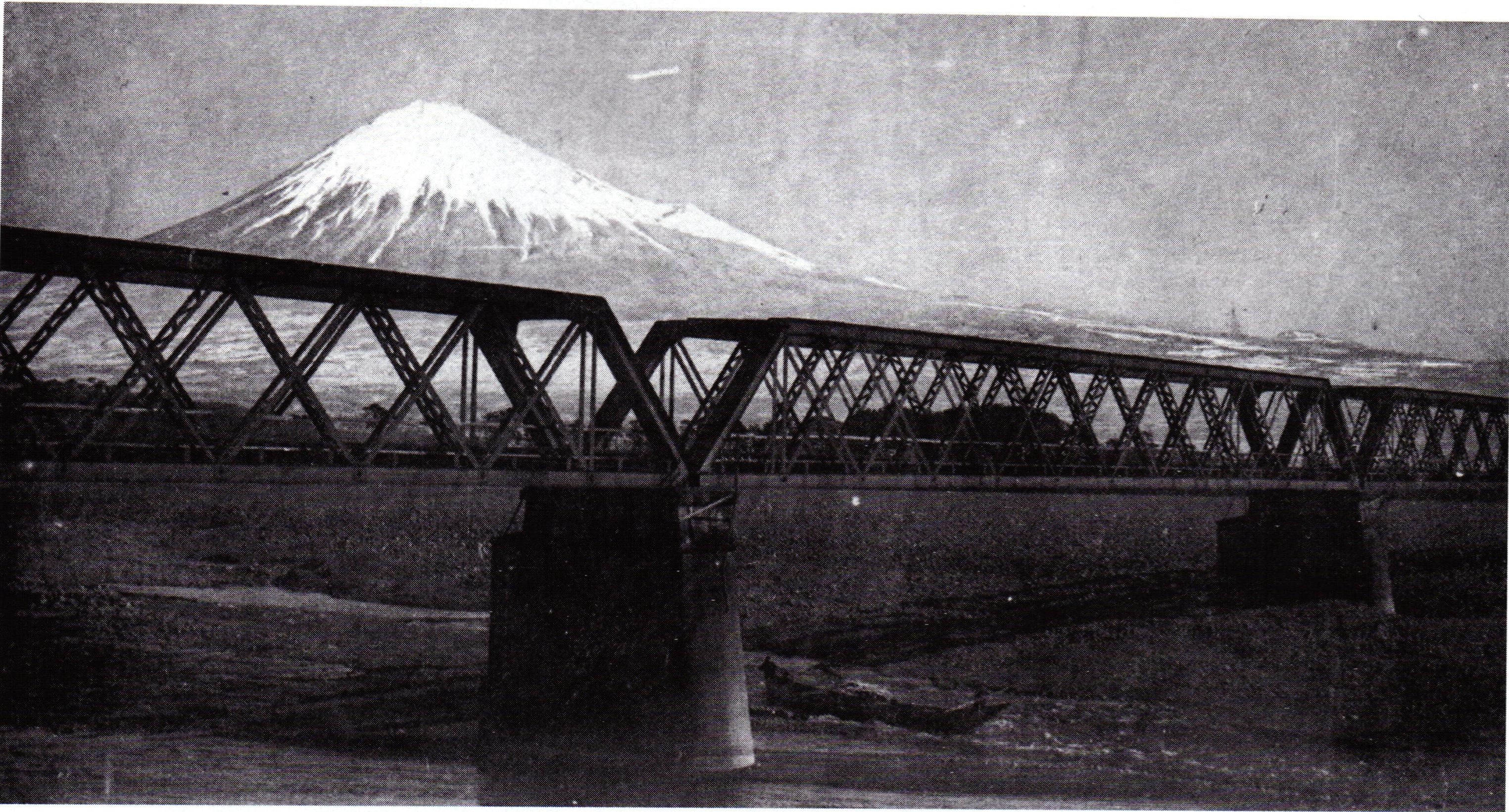
単線開通時のダブルワーレントラス桁

最終的に富士川橋梁が建設されることになった地点には、幕末期に建設された帰郷堤という堤防が存在していた。急流の富士川は台風の時期によく氾濫を起こし、その被害により土地を離れざるを得なかった農民たちが、この堤防の完成により帰郷できたというところから、帰郷堤の名がある。富士川橋梁建設に伴い、この帰郷堤の大部分を取り壊すことになったことから、富士川左岸の松岡村の住民たちは県知事に帰郷堤取除き停止を嘆願して反対運動に乗り出し、大きな社会問題に発展した。鉄道局による富士川橋梁建設工事と連帯して、1887年（明治20年）6月9日から内務省による河川改修工事が開始され、これにより帰郷堤は改築され、新たな堤防が建設されることになった。その利点を説明することにより、住民の不安解消に努めた。
富士川橋梁の建設を担当したのは、小川勝五郎であった。小川は鳶職人の親方をしていた人物で、多くの人夫たちからも兄として慕われていた。新橋 - 横浜間の鉄道建設に当たって六郷川橋梁の建設を任され、お雇い外国人の指導の下に見事に完成させた。さらに関西において十三川橋梁や神崎川橋梁などの架設を実施して、「鉄橋小川」「鉄橋の勝五郎」などと称されるようになった。こうした功績により、小川は鳶職人出身ながら正式に鉄道局雇として役人の地位に就けられた。小川は東海道本線においては、富士川橋梁と大井川橋梁を同時に請け負って監督を行っていたが、大井川橋梁には代理を送り、本人はほぼ富士川橋梁につきっきりで工事に当たったという。
富士川は流量の多い河川であるとして、橋脚には特別な設計が行われ、長径35フィート6インチ（約10.82メートル）、短径18フィート（約5.49メートル）の楕円形断面を有する、同時期の東海道本線の他の橋梁に比べて1.2倍から1.5倍に達する規模の巨大な橋脚が建設された。井筒工法（オープンケーソン）により煉瓦を主要な部材とする橋脚が建設され、この時に建設された橋脚は、後に水害を受けて撤去された第4橋脚と第8橋脚を除く6基がそのまま使用され続けている。
上部構造には、当時標準設計とされていた支間208フィート（約63.4メートル）のイギリス製単線下路ダブルワーレントラス桁9連が用いられた。中山道幹線建設に当たって、揖斐川橋梁、長良川橋梁、木曽川橋梁に当時最大となる200フィートクラスの桁を架設することになり、お雇い外国人のチャールズ・ポーナルがこの標準桁を設計してイギリスのメーカーに製作させた。この時点ではすべて錬鉄製の設計であったが、1886年（明治19年）の東海道への経路変更に際しては、基本的な構造をそのままにしながらも、上下弦材や端柱に鋼鉄を採用して軽量化した錬鉄・鋼鉄混合桁が採用され、トラス1連あたりの重量が約200トンから約157トンとなった。富士川橋梁ではこちらの新しい錬鉄・鋼鉄混合桁が採用された。この200フィート標準桁は、錬鉄製のものが22連、錬鉄・鋼鉄混合桁のものが90連の合計112連が製作・架設され、19世紀中の日本の各地の鉄道橋梁で用いられた。
富士川橋梁は1888年（明治21年）1月に着工し、9月に完成したとされるが、当時の記録からこの工期は上部構造に限られたものであり、これより前に下部構造の工事が行われていた可能性が指摘されている。完成した富士川橋梁は全長1,874フィート（約571.2メートル）となった。富士川橋梁が存在する区間を含む国府津 - 静岡間は、1889年（明治22年）2月1日に開通した。同年7月1日に東海道本線が全線開通した。

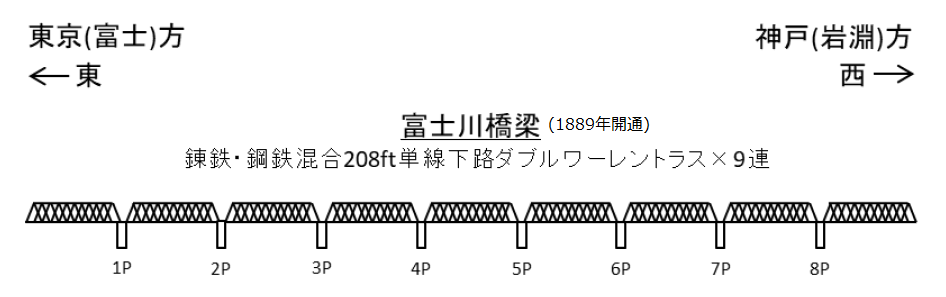
1889年開通時の橋梁構成

## 複線化

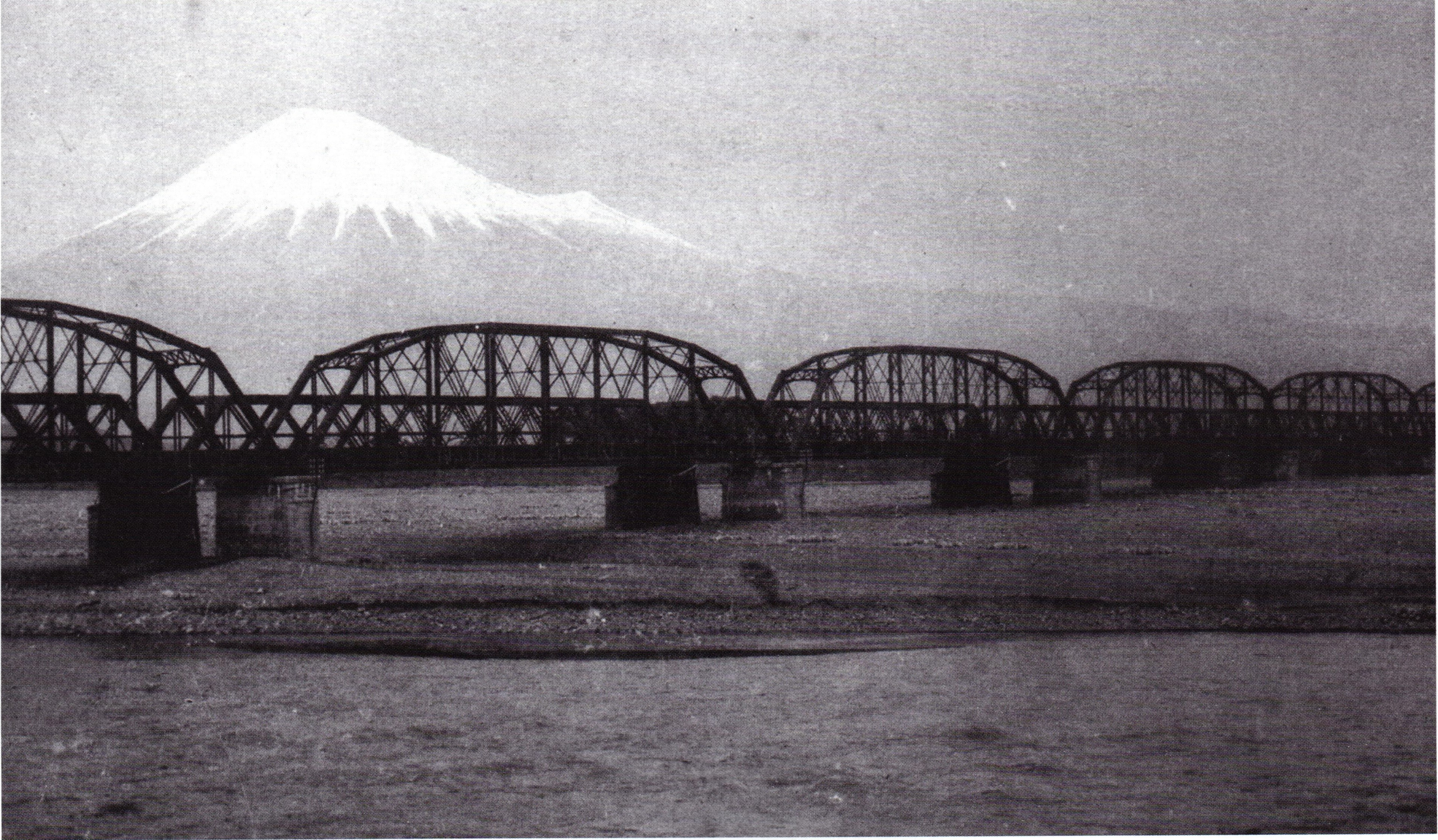
複線化後の富士川橋梁、シュウェドラートラスが当初のダブルワーレントラスに並ぶ

日本の官設鉄道（国有鉄道）では、創業以来イギリスの技術的影響下に建設が進められており、橋梁もイギリス流のものであった。しかし1882年（明治15年）に日本に赴任したアメリカの橋梁技術者ジョン・ワデルは日本におけるイギリス流の鉄道橋設計を批判し、さらに機関車の大型化が進んで従来のイギリス流のトラス桁では強度も建築限界も不足することが明らかとなってきて、全面的な設計変更が必要とされるようになってきた。1896年（明治29年）に、それまで建築師長を務めてきたチャールズ・ポーナルが帰国すると、早速アメリカのセオドア・クーパーとチャールズ・シュナイダーに委嘱してアメリカ流の標準トラス桁の設計が行われた。東海道本線の複線化に当たっては、このアメリカ流の新しいトラス桁が採用され、イギリス型のトラス桁と並んで架設されていくことになった。
富士川橋梁においても、支間204フィート9インチ（約62.41メートル）のアメリカン・ブリッジ製の単線下路プラットトラス桁9連を用いて複線化工事が行われた。線路中心線間隔にして、従来の橋より11.34メートル下流側に架設されることになり、径間構成は従来の橋と一致させて建設された。1910年（明治43年）3月6日に富士川信号所 - 岩淵（現富士川駅）間が複線で開通し、当初建設された橋は上り線として、新たに建設した橋は下り線として供用開始された。新しいトラス桁は、上弦材の中央部のみ平行弦とし、両端部は曲弦となっており、発案したドイツ人技術者にちなんでシュウェドラートラスと呼ばれるものである。新設橋梁の設計活荷重は、重量206,000ポンド（約93.4トン）の車軸配置1D型テンダ機関車重連に、列車荷重が1フィート（0.3048メートル）あたり3,000ポンド（約1.36トン）で続くものとした、クーパーE29に相当するものである。

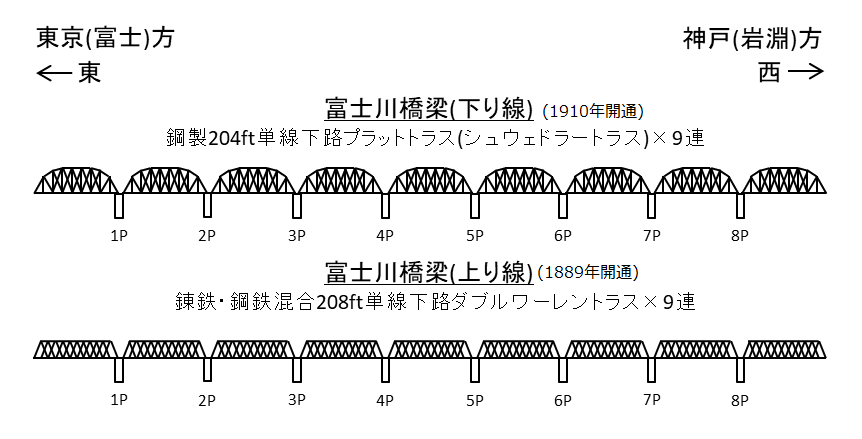
1910年の複線化時の橋梁構成

## 1914年災害被災と復旧工事

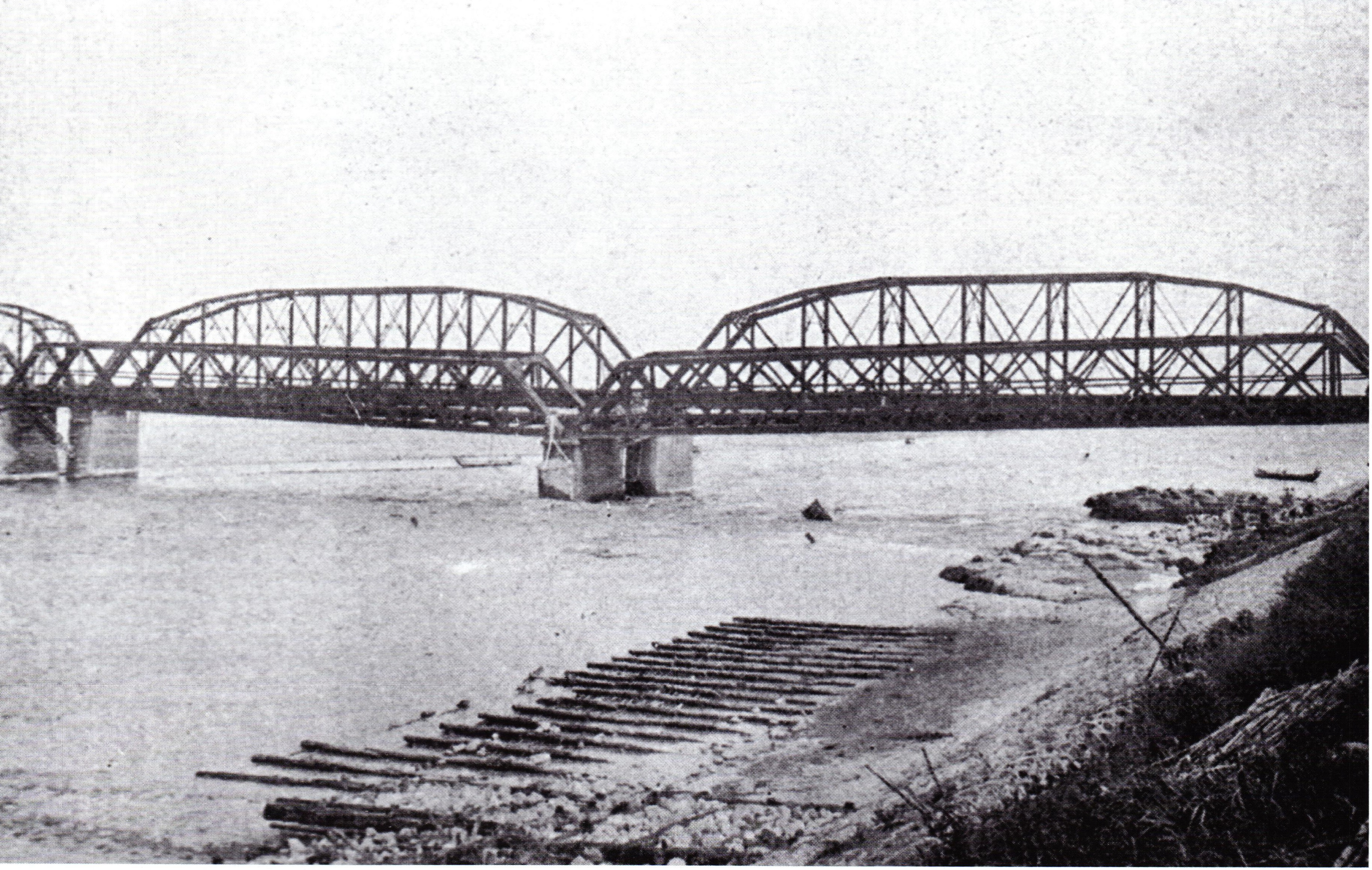
1914年の洪水で被害を受けた富士川橋梁、上り線の第8橋脚が傾斜している

1914年（大正3年）8月29日の朝方から始まった豪雨により富士川は増水し、上り線の第8橋脚が洗掘されて上流側に傾いたが、トラス桁の落橋は免れた。下り線の第8橋脚もわずかに移動するといった被害を受けた。下り線はこの日の11時30分頃に通過した第17列車、上り線は12時頃通過の第24列車を最後に運転を打ち切り、減水後に復旧工事を行って、9月1日14時頃から下り線を利用した単線運転を行って応急復旧した。
本格的に復旧するにあたり、傾斜した上り線第8橋脚は撤去し、別の位置に新たな第8橋脚を建設して、第8径間には支間154フィート6インチ（約47.09メートル）、第9径間には支間255フィート7.5インチ（約77.91メートル）のいずれも単線下路曲弦プラットトラス桁が架設されることになった。また合わせて、他の7連の桁も新しく製作したものに交換した。新たに架設された桁はいずれも設計活荷重がクーパーE45で、将来的な改軌を念頭においたものであった（日本の改軌論争）。この際に、下り線のみでの単線運転を続けながら一度に第8橋脚の新設とトラス桁の架設をしたのか、一時的に仮桁を利用して複線運転をしながら桁の交換作業を徐々に進めたのかはよくわかっていない。第8・第9径間以外の7連の桁について、1915年（大正4年）使用開始、第8・第9径間の2連については1917年（大正6年）使用開始と記録されている。

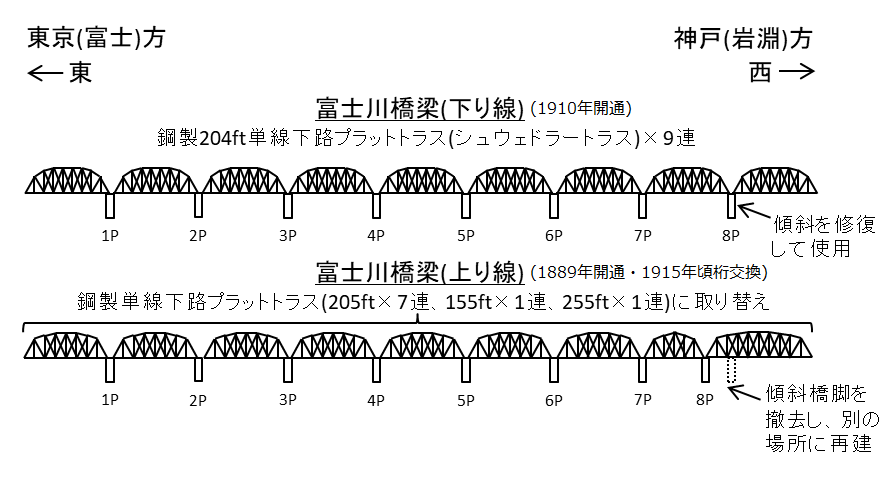
1914年の洪水被害を復旧した時点の橋梁構成

## 1956年完成新上り線

### 従来の下り線橋梁の老朽化
1910年（明治43年）の複線化の際に完成した下り線のトラス桁は、アメリカ製のピントラス（ピン結合で組み立てられたトラス桁）であり、このタイプのトラス桁に用いられているアイバーは、老朽化の進展で各地の橋で折損事故が相次いでおり、富士川橋梁でも1953年（昭和28年）6月に下り線第2径間の斜材のアイバー折損が発生したが、早期に発見できたため大事には至らなかった。こうした老朽化していたトラス桁が東海道本線の主要な河川に残存していたことは、輸送力増強の大きなネックとなっていたが、戦争の影響で保守が行き届かなかった施設をまだ数多く抱えていた国鉄では、大規模な更新を先送りしていた。実際に富士川橋梁の取り替えに着手するにあたっては、政府機関から不要ではないかとの指摘があったため、新聞記者を招いて古いトラス桁を列車が通過するときの異常音を聞かせて新聞報道につなげ、これを後押しに富士川橋梁以外のトラス桁も更新にこぎつけたという。

### 更新に向けた設計検討
下り線のトラス桁を更新するにあたり、橋台や橋脚を流用して上部構造のみを交換する案もあったが、比較検討の上、別に下部構造と上部構造を新たに建設する方法が採用されることになった。流用するためには、上下線の中心間隔が狭くて上下線の間で新桁を組み立てる余裕がほとんどなかったこと、列車本数の多い区間であり列車の間合いの作業が困難であったこと、元の下り線の橋脚は明治末期のもので当面の使用の問題はなかったものの長期の使用には不適切であるとともに、第8橋脚が洗掘により上流側に傾斜していたこと、新桁を据える前に相当の橋脚補修工事が必要であったこと、といった問題があったためである。工事費の比較の上ではそれでも、再利用する方が安いとされたものの、作業の安全性や将来の保守作業の軽減を考慮して、新線案が採用されることになった。
新しい橋を建設するにあたり、トラス橋の斜材や垂直材で視界を遮られずに富士山の眺望を確保することが大きな目標とされた。新しい橋梁は従来の上り線の約13メートル上流側に並行して架設されることになり、また径間構成も揃えられることになった。この結果橋梁形式の検討案として、支間62.4メートルの曲弦単純下路トラス案、支間62.4メートルの平行弦単純下路トラス案、支間62.4メートルの下路ランガー案、支間63.5メートルの3径間連続中路プレートガーダー案の4案が比較された。
単純トラスを使う2案は鋼重量も軽く設計でき、こうした条件においてはもっとも一般的な形式であり、隣接する従来の上り線が曲弦トラスであったので、曲弦トラス案はそれに揃えて調和を保つことができるとされたが、一方製作や架設の容易さという点では平行弦トラス案の方が有利であった。ランガー案は鋼重量がトラス案より大きくなるが、より優美な形態であるとされた。プレートガーダーは単純桁では鋼重量が大きくなって不利であったことから、3径間連続桁を検討した。平行弦トラス案と3径間連続プレートガーダーを比較したところ、平行弦トラス3径間分で重量531トンがプレートガーダーは重量657トンとなった。この結果、製作費はトラスの方が安いと見積もられたが、プレートガーダーの方が架設が容易で塗装面積も少なくて済み、総体としてはあまり費用が変わらず、また開通後の保守作業はプレートガーダーの方が有利でしかも眺望に優れるとされたことから、プレートガーダー案が採用されることになった。
富士川橋梁では、レール面高さが高くなると前後のアプローチの問題が出るため、レール面高さが高くなる上路プレートガーダーには難点があった。一方で車窓からの眺望を確保するためには、桁の上フランジを車窓より低い位置とすることが望ましく、結果的に中路プレートガーダーが採用されることになった。中路プレートガーダーは、下路プレートガーダーとほぼ同じ構造で、軌匡を支える横桁を主桁のほぼ中央の高さに設けたものである。一般的には下路プレートガーダーとして設計すれば十分機能を果たすため、わざわざ中路プレートガーダーを採用しなければならない条件はあまりなかった。設計された3径間連続桁の諸元は、全長191.40メートル、支間は63.50メートル×3、主桁中心間隔4.80メートル、桁高3.90メートルで、これを3連架けて全長は574.90メートルとした。富士川橋梁以前のプレートガーダーの最大支間長は、総武本線秋葉原 - 浅草橋間に1932年（昭和7年）に架設された昭和橋架道橋の45.3メートルで、富士川橋梁はこれを大きく上回ることになった。設計活荷重はKS-18である。ウェブの座屈防止のための水平補剛材を追加したことにより、最終的に重量は第1連が701.953トン、第2連が702.028トン、第3連が701.864トンとなった。下流側の上フランジの外側に幅0.4メートルの橋側歩道を設置して、列車見張り員の見通し確保と作業員の列車退避に役立てる構造とした。また作業員が列車接近を容易に視認できるように、橋梁中央部を最高点として、東京側に6パーミル、神戸側に10パーミルの勾配を設けた。

### 新上り線橋梁の建設
新しい橋梁の基礎工事は、ニューマチックケーソン工法により井筒を沈める工事で実施された。日本国有鉄道新橋工事事務所監理、白石基礎工事施工により1954年（昭和29年）11月1日着工、1955年（昭和30年）6月末竣功となった。
桁の製作は、第1連を大阪安治川口の汽車製造が、第2連と第3連を東京芝浦の横河橋梁製作所が担当した。汽車製造の製作した桁は大阪港から清水港まで船舶輸送され、そこから26キロメートルの距離を陸送して現地に到着したが、横河橋梁製作所の製作した2連の桁は、鉄道の貨車での輸送が行われた。もともと鉄道輸送が考慮されて設計されたものではなく、船舶輸送を考慮していたが、主桁の高さが車両限界に収まることから、費用と時間の削減を図るために貨車で運ぶことになった。国鉄シキ60形貨車の梁を取り外し、廃橋梁の桁を荷受け梁として設置して、主桁の部材2個を挟み込むように搭載した。1連分の主桁は34分割され、1個の部材は長さ13.15メートル、幅0.55メートル、高さ4.08メートル、重量17トン弱で、1回に2両編成で計4個ずつ9回の臨時列車で品川駅 - 岩淵駅（現富士川駅）の間の143キロメートルを約9時間かけて輸送し、成功した。
桁の架設は、日本国有鉄道新橋工事事務所監理、横河橋梁製作所施工により実施された。岩淵側の陸上部において桁を組み立て、橋脚中間に架設用のベント（仮の支柱）を設置して橋脚とベントの上に移動用ローラーを設置し、全長191.4メートルの桁を1回に約32メートルずつ川の方向へ引き出して架設が行われた。
富士川橋梁新上り線では、従来の単純トラス桁と異なり、長い連続桁を採用したため、温度変化によって桁が大きく伸縮して軌道に悪影響を与えることが懸念された。夏と冬の温度差は最大で摂氏60度に達するとされ、計算上の伸縮量は桁1連あたり約140ミリメートルに達することになる。そこで、レール同士の間に伸縮可能な継目を入れて影響を緩和することにした。伸縮継目を使用すると、使用しない場合に比べて価格は高価でありレールの交換も困難となるが、ロングレールを採用することができるようになり、保守労力が少なく乗り心地が良く、桁に対する衝撃が少なく騒音も減るなどのメリットがあり、富士川橋梁においては伸縮継目を用いてロングレール化することが有利であると判断された。伸縮の影響が出るのは連続桁同士の間の2か所と、連続桁と橋台の間の2か所であるが、橋台との間は影響が比較的少ないため、連続桁同士の間2か所に伸縮継目を設置した。伸縮継目の設置は富士川橋梁が日本初であり、以降ロングレールの始終端に用いられるようになって、やがて東海道新幹線においても採用されることになった。また、架線を支える架線柱は一般に橋脚に設置されるが、富士川橋梁新上り線は支間63.5メートルであり、一般的に最大の架線柱間隔とされる50メートルを超過する。この条件下で、強風に晒される橋の上で架線が横に偏倚する量を抑えるために、耐風架線としてダブルメッセンジャーコンパウンドカテナリ架線が開発されて適用された。
1956年（昭和31年）3月5日に切り替えられて、急行「霧島」の通過から新上り線の使用が開始された。続いて3月25日に旧上り線を新下り線に切り替えて、旧下り線の橋梁が廃止となった。完成を記念して、上り線橋梁東京方には当時の国鉄総裁十河信二揮毫による銘板が取り付けられた。架け替え工事の総予算は3億2000万円であったが、実績額は不明である。

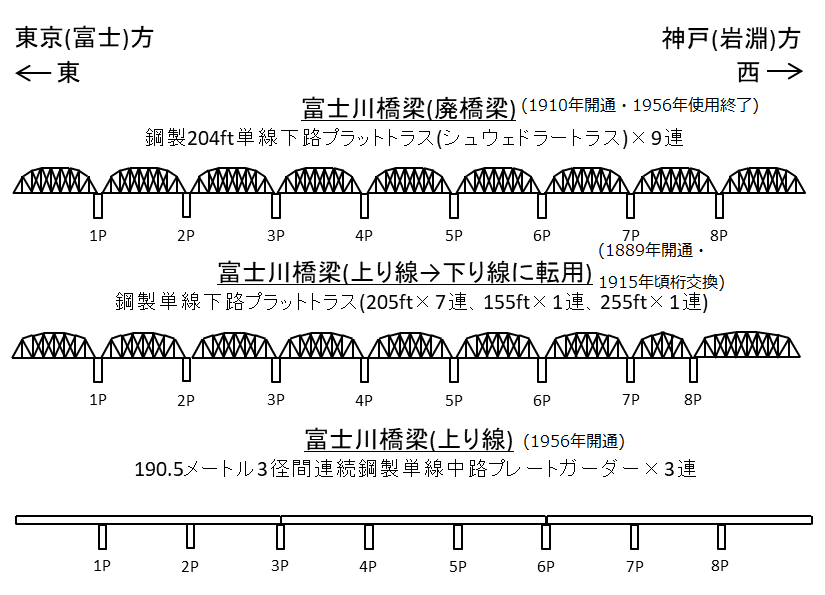
1956年に新上り線を建設した時点の構成図

## 1982年の橋梁流失事故と復旧

### 河床低下と洗掘の問題
富士川は急流であり、大量の土砂を流して下流部に堆積させていたが、大正時代頃から河川改修が進んだことと、第二次世界大戦後に砂利採集が無制限に行われたことの影響で、河床の低下が進んだ。1979年（昭和54年）時点では、1889年当初の架橋時に比べて橋梁地点で5メートル程度河床が低下しており、局部的な洗掘に至っては12メートルにも達している状況であった。こうした河床低下と洗掘への対策として、1935年（昭和10年）には木工沈床が第1橋脚と第2橋脚付近に施工され、さらに第二次世界大戦後も引き続き木工沈床が施工された。1967年（昭和42年）ころからはさらに本格的に根固めの対策が開始され、ホロスケアーやコーケンブロックと呼ばれるコンクリートブロックを投入した河床保護対策が実施されていた。さらに1982年（昭和57年）時点で、下り線橋梁は老朽取り替えの計画を開始している段階であった。

### 台風による橋梁流失
1982年（昭和57年）8月2日未明に昭和57年台風第10号が渥美半島に上陸し、中部地方を縦断した。東海道本線では、8月1日16時頃から風雨が強くなり、風速と雨量に伴う運転規制が順次強化され、列車の徐行や運転停止が相次いだ。富士川においても、支流の早川（野呂川）において雨量が570ミリメートルと観測史上最高となり、静岡県内の北松野観測点では観測史上最大の毎秒14,400立方メートルの水量となった。こうした状況で、8月2日5時10分頃、下り線として供用されていた橋の、1889年（明治22年）に建設された第4橋脚が転倒してトラス桁2連が流失し、続いてその下流側に位置していた、当時は廃線となったまま存置されていた橋の1910年（明治43年）建設の第4橋脚が倒壊して、やはりトラス桁2連が流失した。
事後の調査では、下り線第4橋脚は元の姿のまま神戸方へ真横に転倒し、桁は下流側にやや離れて2連が分かれた形で横転していた。廃線第4橋脚は下流に約50メートル押し流され、桁は4連目が下り線の4連目の下に重なった状態となり、5連目は行方不明となったが河床に埋没したものと推定された。推定された倒壊状況としては、上流にあった堰堤が決壊して右岸側に傾いた水流が制水工にぶつかって反転して第3橋脚から第5橋脚の付近に集中し、特に洪水のピークでは第4橋脚付近の平均流速は毎秒8メートルにも達していた。このため基礎井筒が激しい洗掘を受けて支持地盤が削り取られ、まず下り線の方から倒壊に至ったものとされる。これにより生じた洗掘などのために、廃線の第4橋脚も倒壊した。

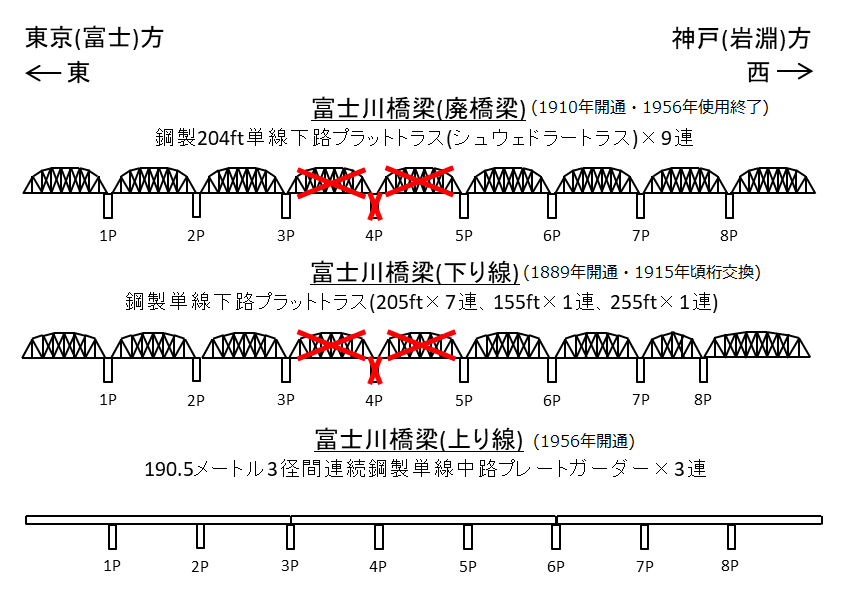
1982年の洪水被害の概要図

### 上り線橋梁を利用した単線運行
この流失事故を受けて、東海道本線は上下列車とも運転を中止し、富士駅と富士川駅で折り返し運転となった。流失の1時間ほど前に通過した列車もあったほどで、遅れていた大垣行き下り普通電車は当時富士駅に停車していたが、信号に異常があるとして発車を抑止されているところであった。川の増水がなお続いていたため、残存した上り線橋梁の運転可否の判断に時間を要し、8月4日の午前中に上り線橋梁に試運転電車を走らせたうえで、富士 - 富士川間を通票閉塞式に取り扱い変更して、8月4日13時から上り線橋梁のみを使用した単線運転として運転を再開した。富士川橋梁を通る列車の運転士に通票閉塞の取扱経験者はほとんどおらず、急遽取り扱い教育が行われた。通票（タブレット）は第3種三角で、富士駅・富士川駅に全列車が停車して通票の授受を行った。これにより、4日は普通列車8往復、貨物列車3本、特急列車の回送1本の運転を行い、翌日からは運転計画を定めて特急や急行のほぼ全列車と普通列車をラッシュ時1時間に2往復程度、終日では1時間に1往復程度、貨物列車を28本程度の運転となったが、通票閉塞の取扱や橋梁上の50 km/h徐行制限もあり、列車の遅れが終日周辺地域に波及した。6日以降の運転率は平時の50パーセント程度の約120本となった。
しかしこの程度の運転率では東海道本線の需要を到底捌くことはできなかった。5日から各方面の工事を全力で進め、11日に富士川橋梁の富士駅側に下り線から上り線への渡り線を挿入して自動閉塞信号化を完成させ、12日からは富士駅から富士川左岸付近まで複線で運転し、そこから橋を渡って富士川駅までのみを単線として、自動閉塞式を施行しておおむね80パーセント程度の運転率を実施し、遅延も大きく縮小することができた。このような対策を行っていたもののなお本来の輸送を確保できておらず、複線での早急な運転再開が望まれた。

### 復旧に向けた設計検討
流失が起きた8月2日当日の午後には、静岡鉄道管理局、岐阜工事局、国鉄本社土木課、鉄道技術研究所、構造物設計事務所などの要員が現場に到着して、本格的復旧対策の検討が始まった。復旧方法としては、1. 列車の早期運転再開のために川の中に仮橋脚を設置し、保有している桁（たとえば東北本線の利根川橋梁の架け替えで発生した桁）を転用して3径間または4径間で仮復旧して、その後本復旧する、2. 元の橋脚の構造が支障する可能性のある元の位置での橋脚再建を回避して、第3・第5橋脚を補強した上で径間126メートルのトラス桁を架設する、3. 新桁の製作に時間を要するので、廃線に残されているピントラスを補修して転用し、その後本復旧する、4. 元通りの位置に橋脚を再建してトラス2連を架設する、の4案が考えられた。比較検討の結果、1案は富士川のような荒れ川に仮橋脚を設置するのは再度の被災の恐れがあり、また仮桁の補修も必要であり工期がそれほど短縮できない上に、トータルでは工費が高い、2案は桁が特殊な設計となり標準設計にはないため設計自体に相当の時間を要し、補強を要する橋脚の工事にも手間がかかって工費が高い、3案は転用が可能であれば安く工期も短いが、廃線の桁を点検した結果腐食が激しくて到底転用に耐えないと判断された。この結果、復旧までの工期が長いと見込まれたものの本復旧が必要ないためトータルでは安いと判断された、オーソドックスな4案が採用されることになった。
橋脚が1基と決まり、その基礎としてベノト杭3本、ベノト杭5本、ケーソン、鋼管ウェルの比較検討を行った。工期が短く、大口径の転石があっても施工可能で、流水阻害が小さくて出水に対してより安全度が高いとして、ベノト杭3本案が採用された。ベノト杭の直径は2メートルとすることで、いざというときに中に人が入って掘削もできるようにした。ベノト杭の深さは20メートルとされた。こうした事項はまだ増水がおさまらず河床の状況がわからず地質調査もできない時点で決定されたが、結果的には現地の状況にうまくマッチしていた。さらに隣接する第3橋脚と第5橋脚も、倒壊を免れたが危険な状態にあると判断され、根固めの補強工事が行われた。
上部工については、直ちに工場製作に入れるように設計活荷重KS-16の標準桁の設計を利用することになった。ただし架設クレーンを台風のたびに撤去していては日数を要するため、クレーンを載荷したまま台風をやり過ごす場合を考えて下弦材断面を大きくして強化し、新しい第4橋脚が細いことから地震時のトラス応答を加味して架設用の連結構をそのまま耐震用連結構となるようにするなどの改造をおこなった。その架設については、トラベラクレーンを利用した跳ねだし架設、地上クレーン架設、ベント（仮設の支柱）を利用した工法の3種類が比較検討され、橋脚の工事と競合せず、出水時にも対応できる工法として、トラベラクレーンによる跳ねだし架設が採用された。
工事を行うための仮設工も大きな課題であり、流れている川の水を一時的に他の部分に迂回させることで第4橋脚の構築、桁の架設、根固め工を行うとともに、工事用の通路にするための桟橋を架設することにした。河川管理者に対する手続きは、書類作成期間を短縮するために簡略化した図面を口頭で説明して了解を得ることになった。流水迂回工は、右岸よりに迂回させる案、左岸よりに迂回させる案、わずかに右岸よりに迂回させる案の3案から検討し、施工性・工期・工費の観点から、最後のわずかに右岸よりに迂回させる案が採用された。桟橋はH形鋼を打ち込み通路面に覆工板を敷いて形成した。さらに出水に備えて、上流で流水量を測定している観測所から通報を受ける体制を整備した。

### 復旧工事
被災からしばらくして8月6日に流量が減少したため、流水迂回工に着手した。約50台の重機を投入し、17万立方メートルの土砂を移動させて高さ5メートルの築堤を形成し、8月18日に流れが変更された。その後橋脚の根固め工事を行った。桟橋のための支柱の打ち込みは転石に悩まされ、振動を加えながら打ち込むだけではなくウォータージェットを併用して進め、難航の末に8月17日に橋脚建設現場にたどり着いた。
3本のベノト杭を建設する準備をしていたところ、8月27日に昭和57年台風第13号が襲来し、流水迂回工の頂点から1メートル下まで水位が上がって崩壊し始めるところであったが、かろうじて決壊を免れた。8月29日にベノト杭の掘削を開始し、やはり転石に苦しめられた。1番目の杭は予想外に深さ12メートルの地点で岩盤に遭遇し、岩盤を掘り進むのに苦労することになった。9月11日になり昭和57年台風第18号が襲来し、増水の寸前まで作業を続行し、完了した杭には蓋をして退避した。9月12日に流水迂回工の築堤は流され桟橋も流失した。増水にもかかわらず工事を済ませた部分のベノトは無事で、工事のやり直しという最悪の事態は避けられた。9月15日になり再度締め切り工事と桟橋の補修を行い、9月17日にベノト工事を再開して完成させた。その後橋脚のコンクリート打設工事を行い、9月25日に完成させた。
トラス桁の製作は、横河橋梁製作所と川崎重工業が担当した。8月9日に発注され、1か月半の短い工程で製作されて、9月12日から現場に新桁部品が搬入され始めた。架橋クレーンを組み立て、9月半ばに架設工事が開始され、9月30日に両側からの桁が閉合した。仕上げ作業を行い10月7日に完了した。塗装、軌道、電気工事を行い10月12日に完了し、10月15日に単線運転用に設置した分岐器の撤去と電力や信号の施工を行い、完成させた。10月15日16時15分富士駅発の貨物列車から下り橋梁の使用が再開され、複線運転に復帰した。75日間という短期間で再開させたことが評価され、1982年度土木学会田中賞を受賞した。
復旧総工費は5億6900万円であった。この復旧工事の結果、富士川橋梁下り線は9連のトラス桁に4種類の異なる形状のものが並ぶ一見不思議な形態の橋梁となった。また存置されていた富士川橋梁の廃橋梁は、1988年（昭和63年）頃にすべて撤去された。

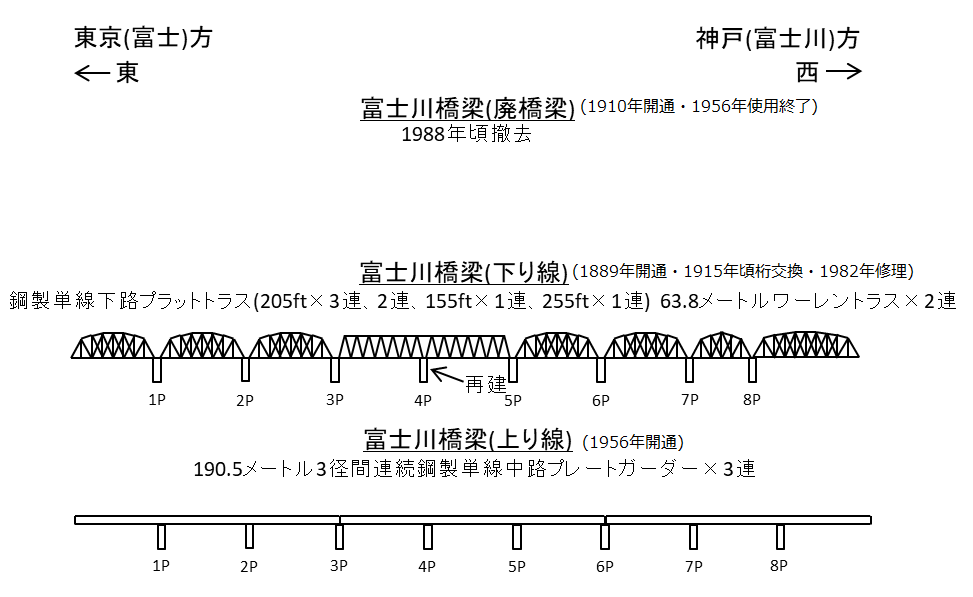
1982年の洪水被害からの復旧後の構成図

### その後の対策
富士川橋梁の倒壊流失事故は、主要幹線の主要橋梁であったことから甚大な輸送障害となり、それまで橋梁の安全管理・保守管理にそれなりの技術基準を整え投資を行って、自信を抱いていた国鉄技術陣に大きな衝撃を与えることになった。実際のところは、トラス桁の老朽化および橋脚の根入れ不足などの理由で、下り線橋梁は別線ルートによる新設計画が検討されている状況で、維持補修に関して最小限の費用に抑制されていたという面もあった。しかしこの災害は、事前の管理や被災状況がよく把握されていたため、被災メカニズムを詳細に研究することで今後の洪水時の鉄道橋の安全管理に役立てられるということになり、研究が進められた。
研究においては、被災の状況をできるだけ忠実に再現する模型実験が行われた。それにより実際に発生した現象を再現することができた。結論として、橋脚の健全度を正確に判定するためには洗掘度の正確な推定が必要で、そのための推定式が提案された。また橋脚に水流が与える抗力は、従来用いられていた推定式に比べて実際には約2倍になることがわかった。そして、橋脚付近の根固め工は大きな役割を果たしており、富士川橋梁においても被災前に経験していた毎秒1万立方メートルの出水でも、根固め工がなければ被災の可能性があったことがわかり、適切な根固め工の重要性が明らかとなった。
1987年（昭和62年）4月に国鉄分割民営化により富士川橋梁が東海旅客鉄道（JR東海）に承継されると、橋脚の補強とトラス桁の補修が行われることになった。1991年（平成3年）1月から1992年（平成4年）4月までかけて、第3号橋脚から第5号橋脚にかけて、橋脚周辺に洗掘防止の場所打ち杭を打設するとともに、突き出している杭を外巻する補強を行った。また、下り線橋梁の縦桁上フランジ部の修繕が1991年（平成3年）1月から7月にかけて実施された。特に腐食の著しい1、3、6号トラス桁が対象で、2時間の線路閉鎖の間合いで交換工事を施行した。
なお、富士川橋梁付近では、右岸側に明瞭な岩淵安山岩層があるのに対して左岸側では相当深いボーリングをしても岩盤を発見できず、明らかに断層があるとされていた。しかも、安政地震の記録から活断層であることは確実であるとされ、国鉄は東海地震への対策もあって、活断層の位置を突き止める努力をしていた。今回の復旧工事に際して、ベノト杭の1本を掘削している時に到達した岩盤からまさに活断層の位置が確認され、それまで何本ものボーリングで見つけることができなかった活断層を偶然発見することになった。

## 年表
- 1886年（明治19年）：当初の位置での基礎工事に着手[13]。
- 1887年（明治20年）5月：当初の位置での工事を断念[13]。
- 1888年（明治21年）9月：富士川橋梁完成[13]。
- 1889年（明治22年）
  - 2月1日：国府津 - 静岡間開通に伴い富士川橋梁供用開始[2]。
  - 7月1日：東海道本線全線開通[2]。
- 1910年（明治43年）3月6日：富士川信号所 - 岩淵（現富士川駅）間複線化開業、従来の橋が上り線に、新たに建設の橋が下り線になる[25]。
- 1914年（大正3年）8月29日：水害により上り線第8橋脚が傾斜し不通となる。9月1日より下り線橋梁を使った単線運転で応急復旧[28]。
- 1917年（大正6年）：この頃までに上り線のすべてのトラス桁を新しいものに交換完了[29]。
- 1953年（昭和28年）6月：下り線第2径間斜材のアイバー折損事故[32]。
- 1954年（昭和29年）11月1日：新上り線橋梁の基礎工事に着手[4]。
- 1955年（昭和30年）6月末：新上り線橋梁の基礎工事竣功[4]。
- 1956年（昭和31年）
  - 3月5日：新上り線供用開始[5]。
  - 3月25日：従来の上り線を新下り線として供用開始、従来の下り線を廃止[5]。
- 1982年（昭和57年）
  - 8月2日：台風10号の被害により、下り線第4橋脚・廃線第4橋脚が倒壊し、合計4連のトラス桁が流失して不通となる[51]。
  - 8月4日：13時頃より通票閉塞により、上り線橋梁を使用した単線運転で運転を再開[54]。
  - 8月12日：富士川左岸付近に臨時の渡り線を挿入し、富士駅からこの地点までを複線運転化、自動閉塞を施行[58]。
  - 9月25日：第4橋脚下部工完了[76]。
  - 9月30日：復旧桁の閉合完了[76]。
  - 10月7日：復旧桁完了[76]。
  - 10月15日：下り線橋梁の運転を再開[76]。
- 1988年（昭和63年）：この頃、廃線となっていた旧橋梁が撤去される[1]。
- 1991年（平成3年） - 1992年（平成4年）：下り線橋梁の補修工事実施[81]。